# البلشة
البلشة قرية تتبع ناحية حمام واصل في منطقة بانياس التابعة لمحافظة طرطوس.